# Sally Haslanger

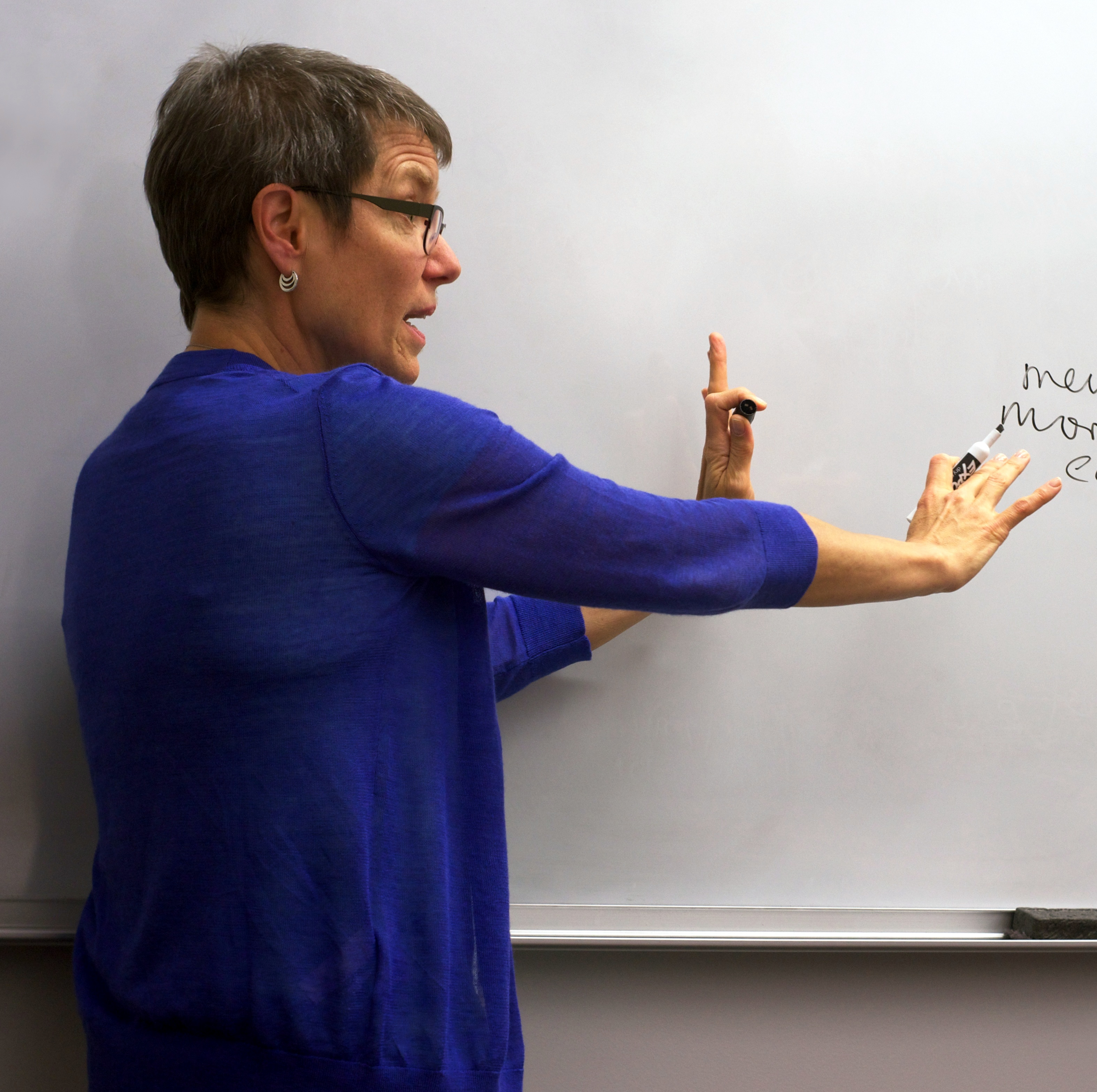
Sally Haslanger

Sally Haslanger (* 1955) ist eine US-amerikanische Philosophin und Professorin. Sie hat seit 2014 die Ford-Professur für Philosophie und Frauen und Gender Studies am Massachusetts Institute of Technology inne.

## Leben
Sally Haslanger wuchs in Connecticut auf und übersiedelte im Alter von 8 Jahren nach Shreveport, Louisiana. Sie besuchte ab 1972 das Reed College, wo sie 1977 mit einem Doppeldiplom in Philosophie und Religionswissenschaften abschloss. Danach studierte sie an der University of Virginia Philosophie. Im Jahr 1979 ging sie an die University of California in Berkeley, wo sie 1988 mit einem PhD graduierte. Im Jahr 2014 wurde sie als Ford-Professorin an das Massachusetts Institute of Technology berufen; 2015 erhielt sie eine Gastprofessur am Spinoza-Lehrstuhl der Universität Amsterdam. Im Juni 2023 hielt sie die Walter-Benjamin-Lectures am Berliner Centre for Social Critique über das Thema „Agents of Possibility: The Complexity of Social Change“.

## Werk
Haslanger hat in den Bereichen Metaphysik, feministische Metaphysik, Erkenntnistheorie, feministische Theorie, antike Philosophie sowie Sozial- und Politische Philosophie publiziert. Sie schreibt, dass sich ein Großteil ihrer Arbeit auf Beharrlichkeit durch Wandel, Objektivität und Objektivierung sowie Catharine MacKinnons Theorie der Geschlechter konzentriert habe. Sie hat zudem bahnbrechende Arbeit über die soziale Konstruktion von Kategorien geleistet, die oft als natürlich betrachtet wurden, wie besonders Rasse und Geschlecht. Eine Sammlung ihrer wichtigsten Arbeiten zu diesen Problemen erschien 2012 unter dem Titel Resisting Reality: Social Construction and Social Critique bei der Oxford University Press. Diese Sammlung wurde 2014 mit dem Joseph-B.-Gittler-Preis der American Philosophical Association ausgezeichnet, einem Preis, der für einen herausragenden wissenschaftlichen Beitrag auf dem Gebiet der Philosophie einer oder mehrerer Sozialwissenschaften verliehen wird.
2015 wurde Haslanger in die American Academy of Arts and Sciences gewählt.

## Schriften
- Der Wirklichkeit widerstehen. Soziale Konstruktion und Sozialkritik. Herausgegeben und mit einem Nachwort von Daniel James, Suhrkamp, Berlin 2021, ISBN 978-3-518-29774-2.
- What is Race: Four Philosophical Views (mit Joshua Glasgow, Chike Jeffers und Quayshawn Spencer). OUP 2019.
- Critical Theory and Practice (2015 Spinoza Lectures). Assen: Koninklijke Van Gorcum, 2017.
- Resisting Reality: Social Construction and Social Critique. Oxford University Press, 2012.
- Persistence: Contemporary Readings, gemeinsam mit Roxanne Marie Kurtz herausgegeben, MIT Press, 2006.
- Theorizing Feminisms, gemeinsam mit Elizabeth Hackett herausgegeben, Oxford University Press, 2005.